# كلاب بن أمية بن الأسكر الكناني
كلاب بن أمية بن الأسكر الكناني صحابي من بني ليث من قبيلة كنانة أسلم هو وأخوه أبي وهاجر إلى النبي فقال أبوهما أمية:

## اسمه و نسبه
كلاب بن أمية بن حرثان بن الأسكر بن عبد الله سربال الموت بن زهرة بن زبينة بن جندع بن ليث بن بكر بن عبد مناة بن كنانة بن خزيمة بن مدركة بن إلياس بن مضر بن نزار بن معد بن عدنان، الجندعي الليثي الكناني.

## جهاده
كان أمية بن الأسكر الكناني من سادات قومه ، هاجر وولده كلاب إلى المدينة في خلافة عمر بن الخطاب ، فأقام بها مدة ثم لقي ذات يوم طلحة بن عبد الله والزبير بن العوام فسألهما : أي الأعمال أفضل في الإسلام ؟فقالا: الجهاد. فسأل عمر فأغزاه في الجند الغازي إلى الفرس. فقام أمية وقال لعمر: يا أمير المؤمنين هذا اليوم من أيامي لولا كبر سني، فقام إليه ابنه كلاب وكان عابداً زاهداً فقال: لكني يا أمير المؤمنين أبيع الله نفسي وأبيع دنياي بآخرتي. فتعلق به أبوه له وقال: لا تدع أباك وأمك شيخين ضعيفين ربياك صغيراً حتى إذا احتاجا إليك تركتهما. فقال: نعم أتركهما لما هو خير لي. فخرج غازياً بعد أن أرضى أباه.

## بره وحادثته مع والده أمية
أبطا كلاب في الجهاد، وكان أبوه في ظل نخل له، وإذا حمامة تدعو فراخها، فرآها الشيخ فبكى، فرأته العجوز فبكت وأنشأ أبياتا منها قوله:
وكان أمية قد اضر ( أي عمي ) فاخذ قائدة بيده ودخل به على عمر وهو في المسجد فانشده :
فكتب عمر برد كلاب إلى المدينة، فلما قدم ودخل عليه قال له عمر : ما بلغ من برك بابيك ؟قال: كنت أوثره واكفيه أمره، وكنت إن أردت أن أحلب له لبنا أجيء إلى اغزر ناقة في ابله ، فأريحها واتركها حتى تستقر، ثم اغسل اخلافها ( ضروعها ) حتى تبرد، ثم احلب له فاسقيه .فبعث عمر إلى أمية فجاءه، فدخل عليه وهو يتهادى وقد ضعف بصره وانحنى فقال له: كيف أنت يا أبا كلاب ؟ فقال له: كما ترى يا أمير المؤمنين، فقال : يا أبا كلاب ما احب الأشياء إليك اليوم ؟ قال: ما أحب اليوم شيئا ، ما افرح بخير ولا يسوؤني شر، فقال عمر : بل على ذلك .قال: بلى كلاب أحب انه عندي فاشمه شمه وأضمه ضمة قبل أن أموت، فبكى عمر وقال : ستبلغ ما تحب إن شاء الله ، ثم أمر كلابا أن يحلب لأبيه ناقة كما كان يفعل ويبعث بلبنها إليه ففعل وناوله عمر الإناء وقال : اشرب يا أبا كلاب فأخذه فلما أدناه من فيه ، قال : والله يا أمير المؤمنين أني لاشم رائحة يدي كلاب، فبكى عمر وقال له : هذا كلاب عندك وقد جئناك به فوثب إلى ابنه وضمه، وجعل عمر والحاضرون يبكون وقالوا لكلاب : الزم أبويك فجاهد فيهما ما بقيا ثم شأنك بنفسك بعدهما وأمر له بعطائه وصرفه مع أبيه.وتغنت الركبان بشعر أبيه فبلغه فأنشد يقول:
وكان كلاب من خيار المسلمين فلم يزل مقيما عندهما حتى ماتا وقد نزل كلاب البصرة وإليه تنسب «مربعة كلاب».